# مسجد علي قلي أغا
مسجد علي قلي آغا هو مسجد في أصفهان، إيران، بناه علي قلي آغا، الذي بنى أيضًا حمام علي قلي آغا.